# Чикваная, Евсевий Михайлович
Евсевий Михайлович Чикваная (1893 — 1919) — командующий войсками Одесского военного округа.

## Биография
Окончил Тифлисскую духовную семинарию, участник революционного движения в Закавказье. Являлся младшим офицером военного времени, поручиком, большевик с 1917. В военно-революционном штабе руководил политическим отделом. В феврале 1918 начальник штаба Одесской красной армии, затем начальник штаба и командующий 3-й революционной армией, руководил её отступлением в Воронежскую губернию. В должности окружного военкома в апреле 1919 являлся командующим войсками Одесского военного округа. Когда в июне того же года Н. И. Махно отстранили от командования 7-й Украинской советской дивизии, назначен её командиром. В августе вновь заместитель военного комиссара, а затем военком Одессы. Организатор обороны города, во время захвата Одессы белогвардейцами был схвачен повстанцами и казнён.